# Ligue d'action universitaire républicaine et socialiste
La Ligue d’action universitaire républicaine et socialiste (ou LAURS) est née en 1924 à l’instigation d’un étudiant en sciences, Paul Ostaya. Celui-ci avait déjà été à l’origine, au début de la même année, d’un Comité d’action universitaire dont le but était de réagir aux menées de l’Action française au Quartier latin. Après les élections législatives de mai, ce Comité devient la LAURS, « groupant tous les éléments républicains ».
Le 26 novembre, un grand meeting se tient aux Sociétés savantes, sous la présidence de Victor Basch. Cette ligue cherche à devenir, alors que les Étudiants socialistes n’existent plus depuis le congrès de Tours de 1920, le point de rassemblement des étudiants favorables au Cartel des gauches. De fait, bien que n’étant théoriquement liée à aucun parti, des étudiants socialistes et proches du Parti radical et du Parti républicain-socialiste y adhèrent.
En février 1927, le congrès de la LAURS, qui se tient à Grenoble, adopte l’Appel aux étudiants de France :

« Contre ceux qui prétendent asservir et diriger les destinées des jeunes générations intellectuelles, la Ligue d’action universitaire républicaine et socialiste dresse le bloc uni et résolu de tous les étudiants de gauche. Elle défendra l’Université, ce foyer traditionnel de lumière et de libre examen, ce refuge des idées de progrès et des hommes libres, contre le flot montant du cléricalisme et du fascisme. Dans l’âpre lutte qu’elle mène, tous les appuis, tous les concours lui sont nécessaires. Elle professe que républicains et socialistes sont trop faibles dans l’Université pour ne pas réaliser l’union de tous les étudiants de gauche dans son œuvre de résistance et de propagande contre l’emprise réactionnaire. En dehors et au-dessus de tous les partis, elle affirme sa volonté d’appliquer jusqu’au bout son programme : l’action par l’union dans l’indépendance. »

Cet appel qui, de peur de provoquer des dissensions chez les « étudiants de gauche », n’évoque pas l’organisation sociale ou les institutions politiques, montre bien l’orientation cartelliste de la LAURS. Par ailleurs, celle-ci cherche sans doute à faire pression sur la SFIO qui s’apprête à interdire la double affiliation à la LAURS et dans une organisation socialiste.
Toujours est-il que le discours de la LAURS se gauchit peu à peu. Ainsi, au congrès de Nantes en janvier 1929, René Georges-Etienne, secrétaire général, déclare-t-il, dans un nouvel appel aux étudiants de France :

« […] C’est également au nom de l’idée de justice que la Ligue demande à la jeunesse intellectuelle de France de s’associer aux légitimes revendications de la classe ouvrière. La Ligue constate que le malaise croissant de notre pays a pour cause essentielle le fait que dans notre société moderne, le régime capitaliste a mis la puissance tout entière aux mains des détenteurs de l’argent, qui s’en servent pour dominer le monde des travailleurs manuels grâce à l’appui des travailleurs intellectuels. C’est parce que le travail est divisé et que le capital peut lui imposer sa volonté : d’une part, les travailleurs manuels constituent une masse asservie, de l’autre, les travailleurs intellectuels, mal éclairés, sont trop souvent à la disposition du capital et commandent en son nom. Contre ce régime immoral et contraire à la dignité humaine, la Ligue demande aux étudiants de France, qui fourniront demain les intellectuels de la production, de se ranger aux côtés des travailleurs manuels pour empêcher le capital d’abuser de sa puissance. Elle demande que la masse des travailleurs, intellectuellement émancipée par l’école unique, dont la Ligue réclame à nouveau la réalisation, soit pratiquement organisée en associations syndicales auxquelles la jeunesse universitaire apportera demain le concours de sa technique… »

Pierre Mendès France, évoquant ses souvenirs d’étudiant dans un entretien avec André Coutin à l’automne 1968, ne dit pas autre chose :

« Nous n’étions pas seulement prêts à défendre la démocratie politique. Au nom de l’idée de justice, nous voulions l’établissement d’une démocratie économique et sociale. »

Pierre Mendès France joue un rôle majeur au sein de la LAURS, la rejoignant dès le début : sa carte d’adhérent porte ainsi le n°10. À cette époque, le futur président du Conseil est étudiant : né en 1907, il s’est inscrit en octobre 1923 — après sa classe de philosophie au lycée Louis-le-Grand — à la faculté de droit et à l’École libre des sciences politiques. En janvier 1926, il devient secrétaire de la section parisienne, noyau central de la LAURS ; treize mois plus tard, il en est le président, poste qu’il occupe jusqu’en janvier 1928.
L’assise géographique de l’organisation s’élargit peu à peu. Alors qu’en 1926, la LAURS ne comprend que 400 adhérents et une seule section, la section parisienne, à laquelle étaient affiliés deux groupes de province (à Grenoble et Poitiers), un effort de développement est décidé. Les deux groupes de province deviennent autonomes et constituent les sections provinciales d’une Fédération nationale. En février 1927, elle tient son premier congrès national à Grenoble : Pierre Mendès France en devient alors président. Il le reste jusqu’au congrès de Clermont-Ferrand de janvier 1928. La LAURS compte alors onze sections.
Cet effort de développement s’accompagne par ailleurs dès 1926 d’un effort de propagande. 7000 « circulaires d’actualité » sont distribuées au Quartier latin et est organisée une réunion d’études mensuelle. Les deux premiers orateurs furent Hyacinthe Dubreuil, de la CGT, qui traita de l’organisation ouvrière, et Georges Scelle, qui évoqua le problème de l’entrée de l’Allemagne à la SDN. Le « point central de [cette] propagande » fut, selon le témoignage de Pierre Mendès France dans L’Université républicaine, l’organisation d’un banquet présidé par Édouard Herriot et auquel prirent part 700 convives.
Si le travail et l’emploi du temps des classes préparatoires les excluaient des postes à responsabilité au sein de la LAURS, certains khâgneux trouvent le temps d’écrire des articles dans L’Université républicaine. Ainsi Georges Pompidou, alors en khâgne à Louis-le-Grand, écrit-il dans le numéro du 1er avril 1930 un article très hostile à l’Action française.
La LAURS est, dès sa création, en butte à des expéditions organisées par les étudiants nationalistes. Le 26 novembre 1924, elle met un terme à l'exclusive de l'Action française sur le Quartier latin en organisant un grand meeting dans la salle des Sociétés savantes. Dès lors, les heurts entre étudiants républicains et étudiants d'Action française sont inévitables, d'autant plus que la LAURS entreprend un effort de propagande au Quartier latin et cherche à « tenir la rue et [à] répondre à la canne par la canne ». Le 23 février 1926, une réunion de la LAURS se tenant dans une salle du premier étage du Procope, rue de l’Ancienne-Comédie, et réunissant près de 80 personnes, est brutalement interrompue. Sous la présidence de Pierre Mendès France, cette réunion a pour thème : « l’entrée de l’Allemagne dans la Société des Nations ». L’orateur est Georges Scelle, professeur à la faculté de droit de Paris, pacifiste convaincu et partisan de cette entrée. Au moment où il va commencer son exposé, une dizaine d'étudiants d'Action française conduits par Georges Calzant en personne fait irruption dans la salle et lance des chaises en direction de l'orateur. S'ensuit une bagarre générale jusqu'à l'intervention de la police municipale appelée par le patron de l'établissement. Les perturbateurs sont expulsés et se dispersent en entonnant La Royale et en scandant : « À bas la République, vive le Roi ! ». Parmi les étudiants de la LAURS, on dénombre de nombreux blessés, dont Pierre Mendès France qui porte « une blessure saignante au front côté gauche ». Le propriétaire du restaurant constate les dégâts : deux carreaux cassés, quatre chaises et une banquette brisées. Un pistolet automatique chargé de six balles et un coup-de-poing américain sont trouvés dans les lavabos du restaurant et sont remis au commissariat. Les suites judiciaires de l’affaire sont minimes : Georges Calzant est arrêté « sur réquisition de M. Pierre Mendès France » et conduit au commissariat de police du quartier de la Monnaie mais est relaxé après vérification du domicile.
En 1931, la LAURS devient le Cercle d’étudiants de la LDH, refondu dans le « large et fantomatique » Centre de propagande de la jeunesse.